# Manuel Batakian
Manuel Batakian ICPB (ur. 5 listopada 1929 w Atenach, zm. 18 października 2021) – amerykański duchowny katolicki obrządku ormiańskiego, biskup Nowego Jorku w latach 2005-2011.

## Życiorys
Urodził się w Atenach. W czasie II wojny światowej wyemigrował z rodzicami do Libanu. Po wojnie wstąpił do ormiańskiego Instytutu Duchowieństwa Patriarchalnego z Bzommar i rozpoczął studia teologiczne w Rzymie.
Święcenia kapłańskie przyjął 8 grudnia 1954. W latach 1978–1984 był wikariuszem patriarchalnym swojego instytutu. W 1984 wyjechał do Paryża i został proboszczem miejscowej katolickiej katedry ormiańskiej i wikariuszem generalnym egzarchatu apostolskiego Francji (od 1986 eparchii Sainte-Croix-de-Paris). W 1990 został rektorem Papieskiego Kolegium Ormiańskiego w Rzymie.

### Episkopat
W listopadzie 1994 został wybrany przez Synod ormiańskiego Kościoła katolickiego biskupem pomocniczym Patriarchatu Cylicji. 8 grudnia papież Jan Paweł II zatwierdził wybór i przydzielił nominatowi stolicę tytularną Caesarea in Cappadocia degli Armeni. Sakry biskupiej udzielił mu ówczesny patriarcha Cylicji, Howannes Bedros XVIII Kasparian.
30 listopada 2000 papież mianował go egzarchą apostolskim Stanów Zjednoczonych i Kanady. 20 stycznia 2001 uroczyście objął urząd.
12 września 2005 Benedykt XVI z terenu egzarchatu utworzył eparchię pod wezwaniem Matki Bożej z Nareku i mianował bp. Batakiana jej pierwszym eparchą.
21 maja 2011 przeszedł na emeryturę.